# BurnAware
BurnAware — программа для записи оптических дисков (CD, DVD, BD) в среде ОС Microsoft Windows.

## Возможности программы
Программа распространяется в трёх версиях: бесплатной (англ. Free), домашней (Premium) и профессиональной (Professional). Функциональное сравнение версий представлено в таблице.
| Возможности                                                                     | Версии     | Версии  | Версии           |
| Возможности                                                                     | бесплатная | премиум | профессиональная |
| ------------------------------------------------------------------------------- | ---------- | ------- | ---------------- |
| Поддержка CD, DVD, Blu-Ray (в том числе загрузочных и мультисессионных)         | да         | да      | да               |
| Запись звуковых компакт-дисков, дисков с данными, DVD-видео                     | да         | да      | да               |
| Создание (ISO) и запись (ISO, CUE/BIN) образов дисков (в том числе загрузочных) | да         | да      | да               |
| Копирование дисков в образы                                                     | да         | да      | да               |
| Копирование дисков на другие диски и риппинг звуковых компакт-дисков            | нет        | да      | да               |
| Извлечение аудиодорожек и файлов из сессий записи                               | нет        | да      | да               |
| Восстановление файлов с нечитаемых дисков                                       | нет        | да      | да               |
| Одновременная запись на нескольких дисководах                                   | нет        | нет     | да               |
| Допустимость коммерческого использования                                        | нет        | нет     | да               |